# Give It Up to Me
"Give It Up to Me" là một bài hát của ca sĩ, nhạc sĩ người Colombia Shakira hợp tác với rapper người Mỹ Lil Wayne, từ album phòng thu thứ tám She Wolf. Bài hát được phát hành dưới dạng đĩa đơn vào ngày 19 tháng 10 năm 2009 bởi Epic Records.

## Bảng xếp hạng
| Bảng xếp hạng (2009)           | Vị trí cao nhất |
| ------------------------------ | --------------- |
| Úc Physical Singles Chart      | 35              |
| Canada (Canadian Hot 100)      | 32              |
| Canada CHR/Top 40 (Billboard)  | 17              |
| CIS (Tophit)                   | 190             |
| Hàn Quốc (Circle)              | 39              |
| Hoa Kỳ Billboard Hot 100       | 29              |
| Hoa Kỳ Pop Airplay (Billboard) | 23              |
| Hoa Kỳ Rhythmic (Billboard)    | 28              |

## Chứng nhận
| Quốc gia                                 | Chứng nhận | Số đơn vị/doanh số chứng nhận |
| ---------------------------------------- | ---------- | ----------------------------- |
| Hoa Kỳ (RIAA)                            | Vàng       | 500.000*                      |
| * Chứng nhận dựa theo doanh số tiêu thụ. |            |                               |